# 富山県道276号西中大滝線
富山県道276号西中大滝線（とやまけんどう276ごう にしなかおおたきせん）は、富山県小矢部市と同県高岡市を結ぶ一般県道（富山県道）である。

## 概要
- 起点：富山県小矢部市西中字大島6341の4[1]（＝西中交差点・富山県道16号砺波小矢部線交点、富山県道48号福光福岡線交点）
- 終点：富山県高岡市福岡町大滝216[1]（＝大滝西交差点・国道8号交点、富山県道267号福岡宮島峡公園線起点）

## 歴史
- 1977年（昭和52年）3月1日：路線認定[1][2]。

## 接続道路
現道部
- 富山県道16号砺波小矢部線、富山県道48号福光福岡線（小矢部市西中・西中交差点：起点）
- 富山県道72号坪野小矢部線（小矢部市下中・下中交差点）
- 富山県道9号富山戸出小矢部線（小矢部市道明・五社交差点）
- 富山県道9号富山戸出小矢部線（小矢部市五社・五社（東）交差点）
- 富山県道358号横越大滝線（高岡市福岡町大滝・大滝（南）交差点）
- 国道8号、富山県道267号福岡宮島峡公園線（高岡市福岡町大滝・大滝西交差点：終点）

新道部 （木舟交差点 - 大滝（南）交差点）
- 国道8号（小矢部バイパス）（木舟交差点）
- 富山県道358号横越大滝線（大滝（南）交差点）

## 重複区間
- 富山県道9号富山戸出小矢部線（小矢部市道明・五社交差点 - 同市五社・五社（東）交差点）

## 通過する自治体
- 富山県
  - 小矢部市 - 高岡市

## 周辺
- 能越自動車道
  - 小矢部東インターチェンジ - 福岡インターチェンジ
- 富山県立小矢部園芸高等学校